# Sint-Niklaaskerk (Lochristi)

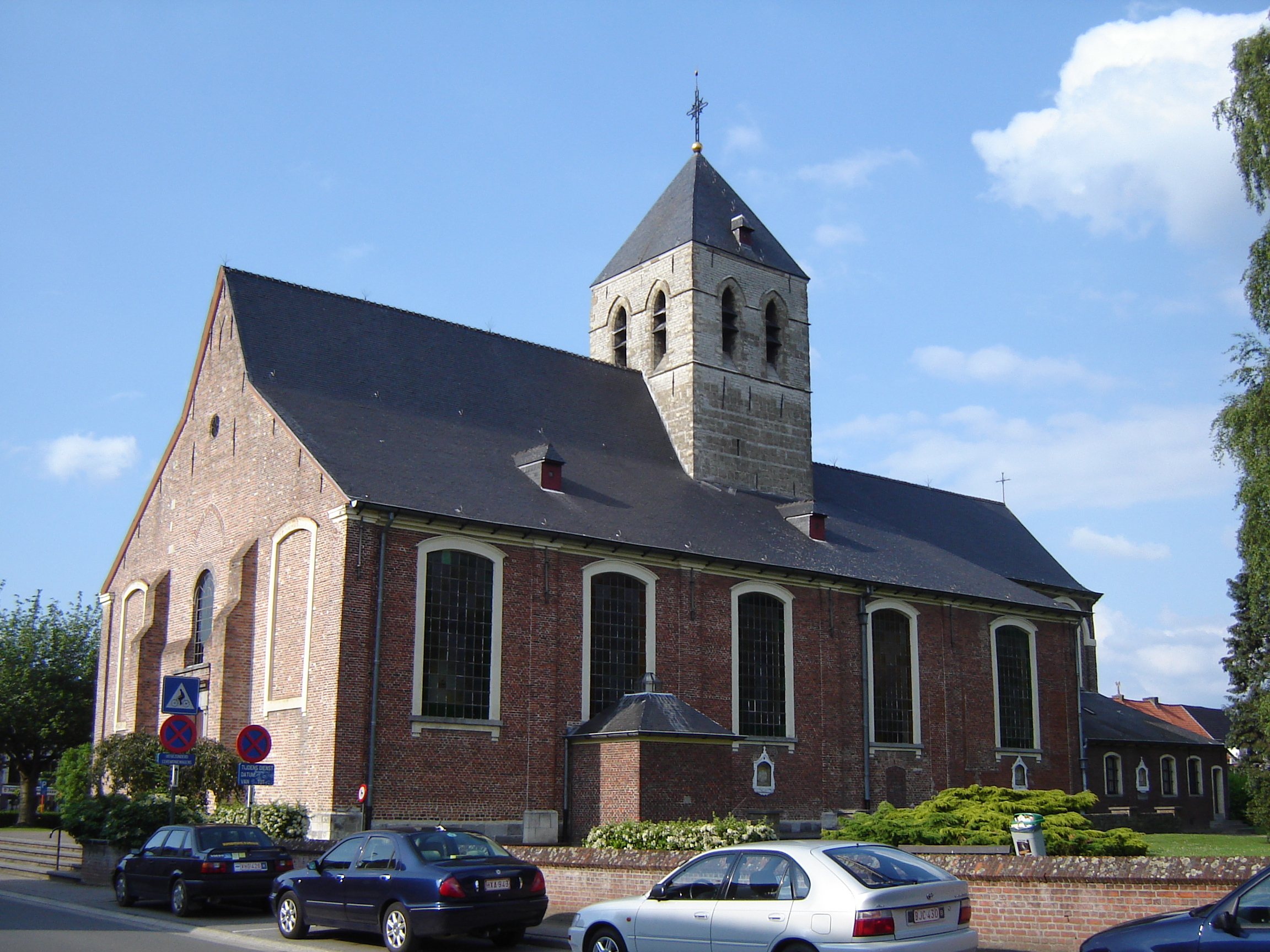
Sint-Niklaaskerk

De Sint-Niklaaskerk is de parochiekerk van de Oost-Vlaamse plaats Lochristi, gelegen aan de Dekenijstraat.

## Geschiedenis
In 1156 werd al melding gemaakt van een kapel die afhing van de Heilige Kerstkerk te Gent. Tussen 1221 en 1280 werd Lochristi een zelfstandige parochie. Uit deze tijd stamt een vroeggotische kruiskerk. De zandstenen vieringtoren is 15e-eeuws en werd in 1461 hersteld.
In 1632 werd een overkluizing in steen van Armentières aangebracht. In 1664 werd het koor vernieuwd en in 1695 werd dit van een overkluizing in stucwerk voorzien. In 1720 werden de zijbeuken verbreed waardoor het transept verdween. In 1837 werd een doopkapel gebouwd, ook het portaal is van dat jaar.

## Gebouw
Het betreft een bakstenen classicistisch kerkgebouw met gotische middentoren die ooit de vieringtoren van een kruiskerk was.